# Sandra Silvera
Sandra Silvera es una pintora, escultora y educadora panameña. Licenciada en Artes Plásticas con especialización en Pintura por la Facultad de Bellas Artes de la Universidad de Panamá, realizó estudios superiores de pintura, dibujo y escultura en Italia e Inglaterra.
Desde pequeña sintió la afición por la pintura, y es que ese amor por el arte lo lleva en la sangre, ya que es sobrina de Eudoro Silvera, a quien podríamos considerar uno de los pioneros del arte panameño.
Desde su regreso a Panamá ha participado en numerosas exposiciones a nivel local y en el extranjero, ha colaborado en diferentes seminarios, talleres, proyectos municipales y grupales y ha realizado exposiciones individuales.
Desde 1997 es miembro activo del grupo artístico Antumiá y trabaja simultáneamente la pintura y la escultura en su taller de la Ciudad de Panamá.

## Exposiciones
- "Mujeres en el Tiempo", la cual se exhibió en la Casa Museo del Banco Nacional de Panamá.
- "Esencia de Trópico", Café de Asís (diciembre de 2000)[1]